# Station Kielce Czarnów
Station Kielce Czarnów is een spoorwegstation in de Poolse plaats Kielce.